# Jardim Botânico Augsburgo

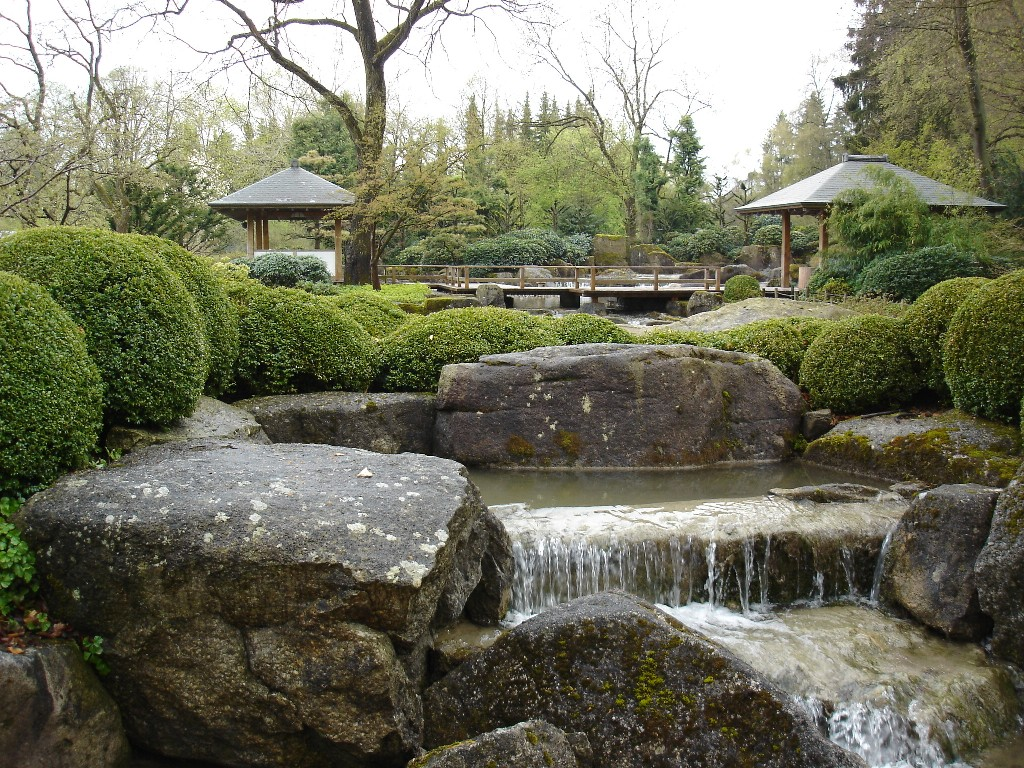
Botanischer Garten Augsburg: Vista parcial do jardim japonês.

O Botanische Garten Augsburg (Jardim Botânico Augsburgo), também denominado como Botanischer Lehr - und Schaugarten (Botânico de Ensino e Jardim de Passeio), é um jardim botânico que se mudou para a sua localização atual em 1936 com 1,7 ha de área iniciais, e que atualmente compreende uns 10 ha. Hospedam-se mais de um milhão de espécies de Alliaceae, e umas 3100 espécies e variedades de plantas diferentes, no Jardim Botânico da cidade da Familia Fugger. Seu código de identificação internacional é AUGSB.

## Localização

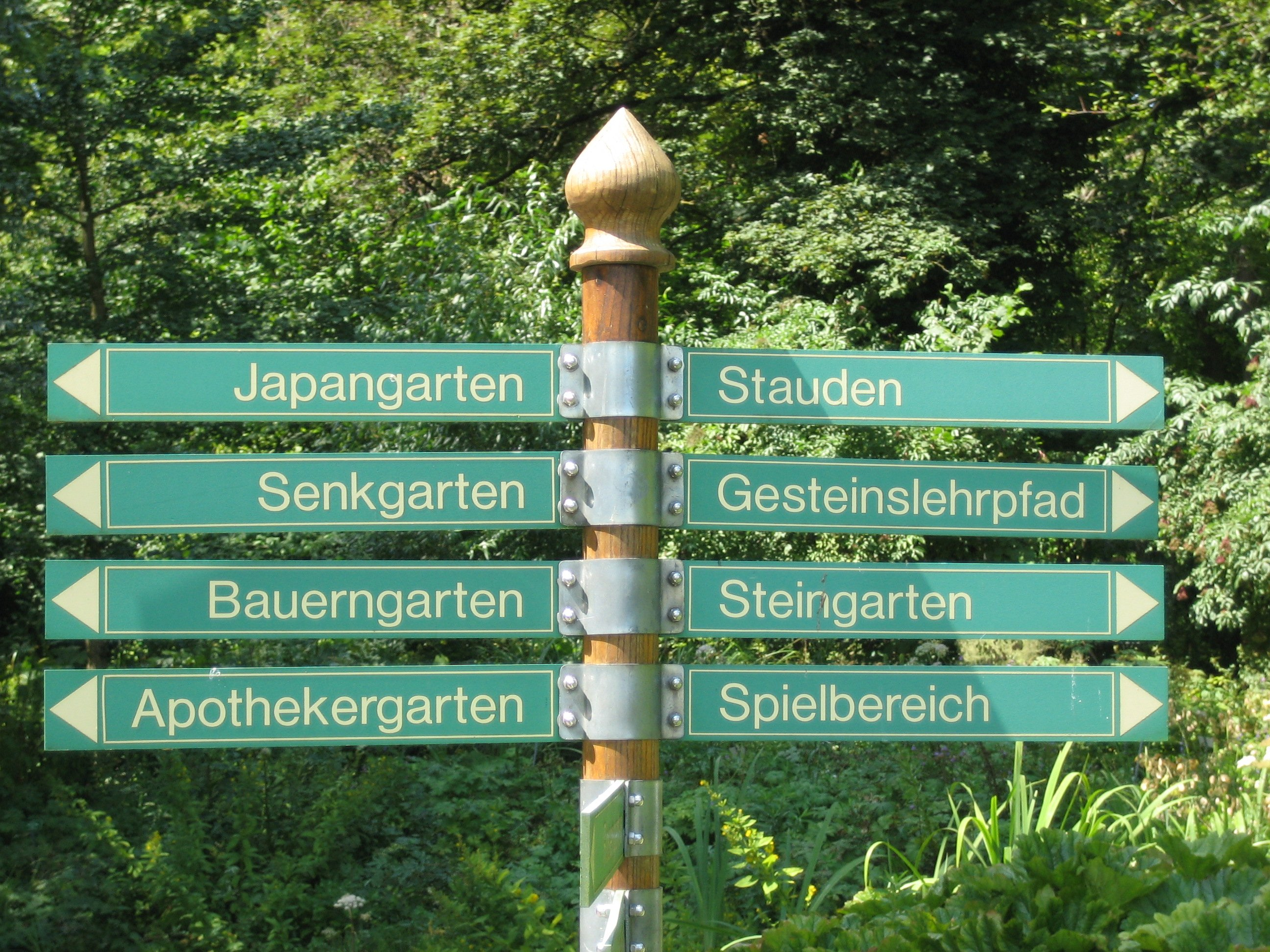
Indicadores das diferentes se(c)ções do Botanischen Garten Augsburg

O jardim botânico situa-se na Alemanha na parte oriental do Siebentischparks dentro do Siebentischwald, o “pulmão verde“ de Augsburg. 
O caminho Dr. Ziegenspeck-Weg separa o jardim botânico do seu vizinho, o Jardim Zoológico de Augsburg. A ambos  os centros se pode chegar com os meios de transporte públicos das proximidades de Augsburg, especialmente com a linha de ônibus 32 ou com veículo próprio que se pode deixar estacionado no estacionamento para visitantes.
O jardim botânico está aberto durante todo o ano.